# Witte Katbrug
De Witte Katbrug (brugnummer 1914) is een bouwkundig en artistiek kunstwerk in Amsterdam-Centrum.

## Brug
De brug werd in de periode 1985 en 1987 gebouwd als onderdeel van een wandel- en fietsroute op de Oostelijke Eilanden. Tussen die eilanden was daarvoor geen verbinding op het Kippebruggetje na. Met de herontwikkeling van haven- naar woonwijken waren onderlinge verbindingen onmisbaar. Aan esthetisch zelfstandig werkend architect Dirk Sterenberg (BNA) in Hoorn (Noord-Holland) werd een ontwerp gevraagd voor een aantal bruggen in allerlei soorten en maten. Zo kwamen er ophaalbruggen, maar ook deze vaste brug tussen het eiland Kattenburg over de Kattenburgervaart en het eiland Wittenburg. De technische controle kwam van de Dienst der Publieke Werken. De brug is vierentwintig meter lange en vijf meter brede brug is opgedeeld in voet- en fietspad. Voor de balustrades koos Sterenberg hier voor de kleuren rood en blauw, iets dat teruggevonden kan worden in zijn ontwerp van brug 970 in Amsterdam-Noord. De aanbesteding kwam op 5 september 1985; de bouw begon op 25 oktober 1985; in 1986 was hij klaar. In maart 1987 kwam wethouder Michael van der Vlis alle nieuwe voet- en fietsbruggen opnenen. 
Speciale aandacht mag gaan naar de sierlijke lantaarns die op de landhoofden staan; deze zijn van later datum.   
Aan de kant van Wittenburg komt de brug vanuit de Jacob Burggraafstraat, aan de kant van Kattenburg landt de brug op de Kattenburgerkade, waar men linksaf de Kattenburgerkruisstraat kan nemen of rechtsaf de Marinierskade.

## Tenaamstelling
De brug heeft, net zoals enkele andere bruggen in de buurt zoals de Ezelsbrug, de Nijlpaardenbrug en de Zebrabrug, de naam van een dier (soort) gekregen. Die naam ontstond binnen een soort samentrekking tussen Kattenburg en Wittenburg. Het gebruikte lettertype is afkomstig van Piet Schreuders.

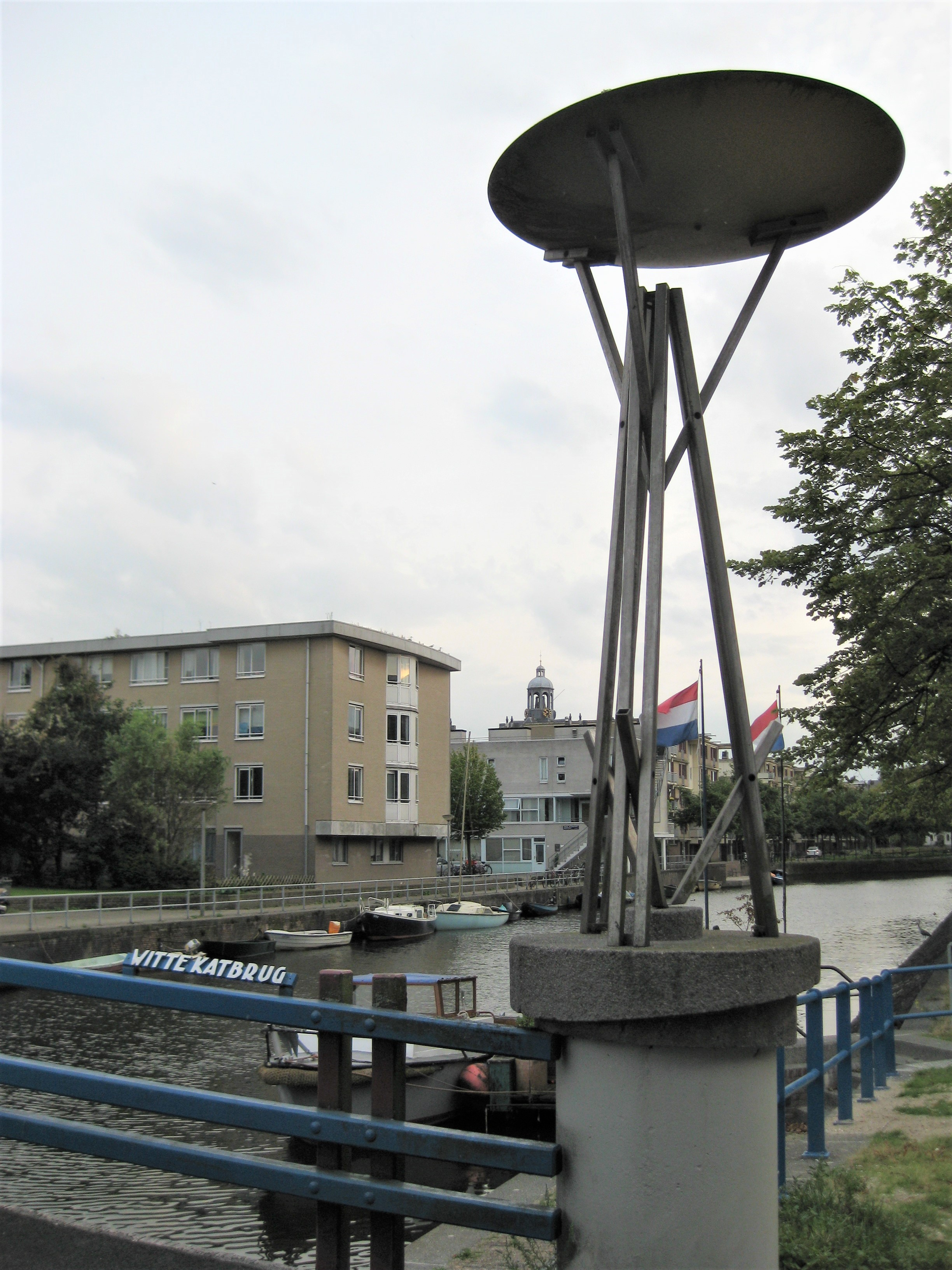
Lantaarns (augustus 2012)

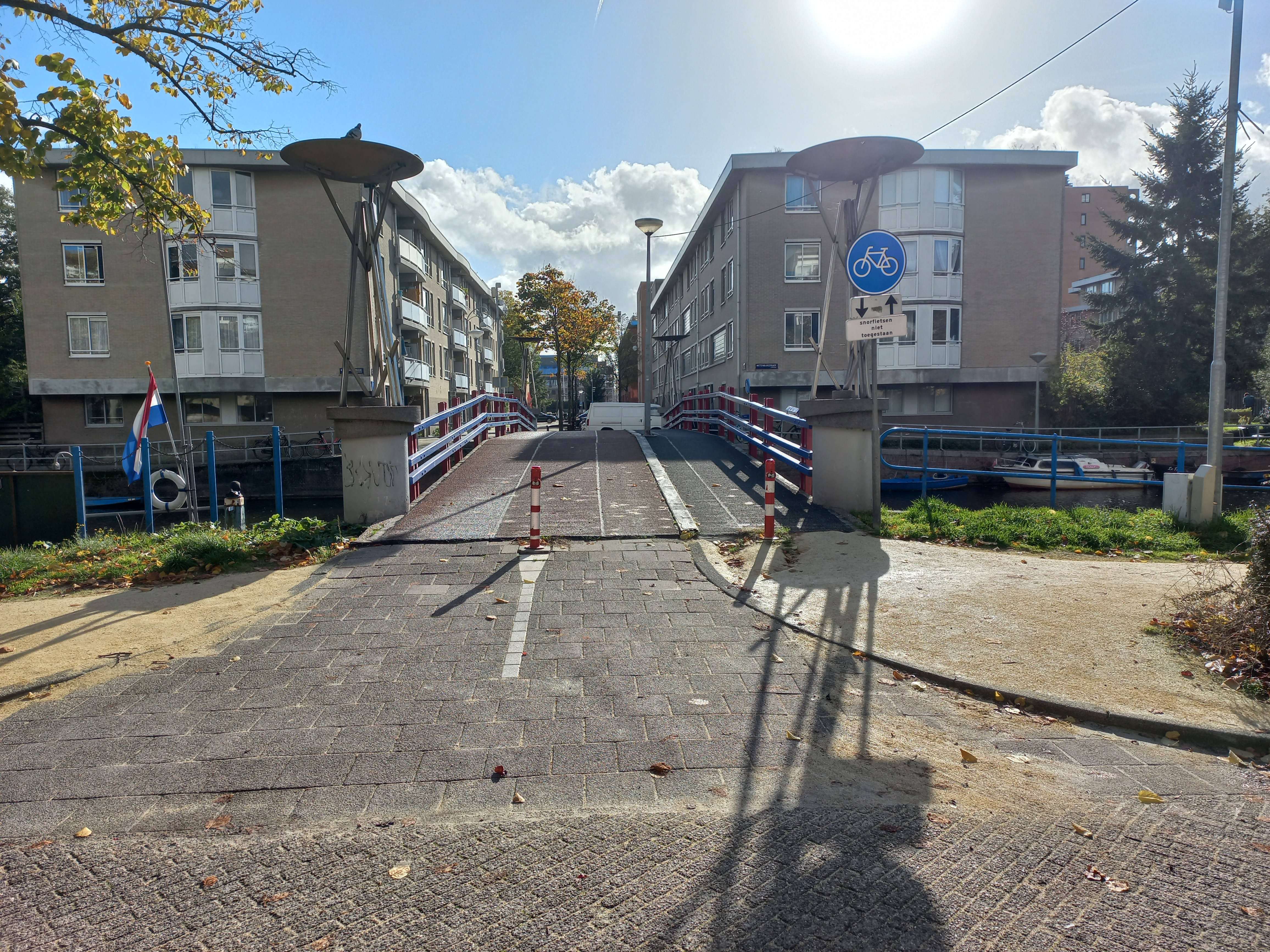
Overzicht over Witte Katbrug (oktober 2022)

<<< · 1900 · 1901 · 1902 · 1904 · 1906 · 1907 · 1908 · 1909 · 1910 · 1911 · 1913 · 1914 · 1915 · 1916 · 1917 · 1919 · 1920 · 1922 · 1923 · 1925 · 1927 · 1929 · 1930 · 1931 · 1932 · 1933 · 1935 · 1936 · 1937 · 1938 · 1939 · 1940 · 1941 · 1942 · 1944 · 1945 · 1946 · 1947 · 1948 · 1949 · 1950 · 1951 · 1952 · 1953 · 1954 · 1955 · 1956 · 1957 · 1958 · 1959 · 1960 · 1961 · 1962 · 1963 · 1964 · 1965 · 1966 · 1967 · 1968 · 1969 · 1970 · 1971 · 1972 · 1973 · 1974 · 1975 · 1976 · 1977 · 1978 · 1979 · 1980 · 1981 · 1982 · 1983 · 1984 · 1985 · 1986 · 1987 · 1988 · 1989 · 1990 · 1991 · 1992 · 1993 · 1994 · 1995 · 1996 · 1997 · 1998 · 1999 · >>>
Brugnummers 1903, 1905, 1912, 1918, 1921, 1924, 1926, 1928, 1934, 1943 zijn niet (meer) in gebruik (januari 2021)